# Arifhikmet Xhemaili
Arifhikmet Xhemaili (mac. Арифхикмет Џемаили; ur. 17 listopada 1953 w Bogowińe) – północnomacedoński polityk i muzyk pochodzenia albańskiego, w latach 2007–2008 minister kultury.

## Życiorys
W 1972 roku ukończył szkołę muzyczną w Prizrenie, w 1981 ukończył studia muzyczne w Prisztinie, a w latach 1999–2001 odbył studia magisterskie z zakresu dyrygentury chóralnej na Nowym Uniwersytecie Bułgarskim w Sofii. Pracował następnie jako nauczyciel muzyki w szkołach w Bogowińe i w Tetowie, a także wykładał na Państwowym Uniwersytecie w Tetowie, w której objął funkcję prorektora ds. nauczania. Kierował chórami tetowskiego gimnazjum im. Cyryla Pejczinowicza, Państwowego Uniwersytetu oraz domu kultury im. Ilii Antewskiego-Smoka.
Został członkiem prezydium Demokratycznej Partii Albańczyków. 12 kwietnia 2007 roku został wybrany przez Zgromadzenie Republiki Macedonii na urząd ministra kultury; jego kandydaturę poparło 63 z 65 obecnych deputowanych, w głosowaniu nie uczestniczyli reprezentanci Socjaldemokratycznego Związku Macedonii. Xhemaili pełnił funkcję ministra do 26 lipca 2008 roku.

## Życie prywatne
Żonaty, ojciec trzech dzieci.